# 太陽企画 (豊島区の企業)
株式会社太陽企画（たいようきかく）は、求人広告を取り扱う広告代理店。

## 沿革
- 1968年　会社設立。
- 1974年4月　豊島区南池袋において新聞を主体とした広告代理店創業
- 1976年5月　法人改組、株式会社太陽企画を設立
- 1977年4月　スポーツ紙全紙取扱い開始
- 1978年4月　東池袋へ事務所移転
- 1978年5月　全国地方紙取扱い開始
- 1979年5月　制作部を新設、デザイン部門拡充
- 1979年9月　雑誌（女性自身、他）取扱い開始
- 1980年3月　求人専門誌取扱い開始
- 1985年4月　（株）リクルートと取引開始（特約代理店）
- 1985年5月　（株）リクルートフロム・エーと取引開始（第二販社）
- 1987年1月　（株）リクルート専属代理店（トップパートナー）となる
- 1987年7月　（株）リクルートフロム・エー第一販社となる
- 1987年12月　豊島区東池袋 1-7-12 日産ビル 7 Ｆへ移転
- 1999年2月　豊島区東池袋 1-7-12 日産ビル 6 Ｆに研修センター開設
- 2004年11月　豊島区東池袋 1-17-8 ホーメストビル 6 Ｆへ移転
- 2006年4月　豊島区ビル名変更 ホーメストビルよりNBF池袋シティビルへ

## 主要取扱い媒体
- リクルート媒体(タウンワーク、タウンワーク社員、リクナビ、リクナビNEXT、はたらいく、フロム・エーナビ、とらばーゆ、アントレ)
- 他全国求人誌・新聞全紙(読売、朝日、毎日、日本経済等)、インターネット媒体、合同会社説明会